# Érica de Sena
Érica de Sena (Camaragibe, 3 de mayo de 1985) es una atleta brasileña especializada en marcha atlética. Forma parte de la delegación de Brasil en los Juegos Olímpicos de Tokio 2020.

## Trayectoria
En los Juegos Olímpicos de Tokio 2020 obtuvo 11° lugar tras ser sancionada en la recta final de la justa mientras detentaba el segundo puesto.

## Palmarés internacionales
| Juegos Panamericanos | Juegos Panamericanos | Juegos Panamericanos | Juegos Panamericanos |
| Año                  | Lugar                | Medalla              | Competición          |
| -------------------- | -------------------- | -------------------- | -------------------- |
| 2019                 | Lima ( Perú)         | Medalla de bronce    | Marcha 20 kilómetros |
| 2015                 | Toronto ( Canadá)    | Medalla de plata     | Marcha 20 kilómetros |

## Mejores marcas personales
| Mejores marcas personales                                                                             | Mejores marcas personales | Mejores marcas personales | Mejores marcas personales |
| Distancia                                                                                             | Tiempo                    | Lugar                     | Fecha                     |
| --- | ------------------------- | ------------------------- | ------------------------- |
| 3000 metros                                                                                           | 23:10.59                  | Campinas                  | 2011                      |
| 5000 metros                                                                                           | 24:35                     | Itajaí                    | 2007                      |
| 10,000 m                                                                                              | 43:41.30                  | Sao Paulo                 | 2014                      |
| Caminata 10 km                                                                                        | 43:03                     | Suzhou                    | 2017                      |
| Caminata 20 km                                                                                        | 1:26:59                   | Londres 2012              | 2017                      |
| Las competiciones en pista vienen indicadas en metros y las que son en ruta se indican en kilómetros. |                           |                           |                           |